# Etsy
Etsy is een beursgenoteerd bedrijf en een online marktplaats voor handgemaakte en vintage producten.

## Geschiedenis
Etsy werd in 2005 opgericht door Robert Kalin, Chris Maguire en Haim Schoppik en had verschillende grote investeerders achter zich staan. De Italiaanse taal diende als inspiratie voor de naam (“eh, si” betekent “o ja” in die taal).
Het bedrijf biedt derden vanaf het begin de mogelijkheid hun producten te verkopen via de site. Via Etsy wordt een grote diversiteit aan producten verkocht, van kleding tot speelgoed en van schilderijen tot meubels. Etsy ontvangt inkomsten door een commissie per geplaatst item in rekening te brengen plus een procentuele verkoopcommissie. Ook verkoopt het platform advertenties aan verkopers.
In juli 2007 werd het miljoenste product verkocht via de site, in de maand november van dat jaar was de omzet 4,3 miljoen dollar. Vanaf begin 2008 begon het er op te lijken dat Etsy een serieuze concurrent zou kunnen gaan worden voor marktleider eBay, mede doordat daar sprake was van een staking van een grote groep ontevreden verkopers. Etsy groeide snel en de omzet in 2009 lag tussen de 10 en 13 miljoen per maand. Het bedrijf wijzigde in oktober 2013 haar voorwaarden. Via de site mochten voortaan ook in de fabriek gemaakte massaproducten worden verkocht, mits ouder dan twintig jaar, en spullen waarvan de productie door de verkoper was uitbesteed.
Etsy maakte in 2015 de gang naar de beurs. De aandelenprijs werd op 16 dollar vastgesteld en liep de eerste dag op naar de 35 dollar waarna later het weer fors daalde. Etsy maakte in het eerste kwartaal van 2016 voor de eerste keer winst. Na een aantal goede resultaten kwam de aandelenkoers in 2019 voor het eerst boven de 70 dollar. In 2014 telde Etsy zo'n 1,4 miljoen verkopers en 19,8 miljoen kopers. De omzet lag op ongeveer 200 miljoen dollar. NRC Handelsblad schatte dat in 2015 iets meer dan vijftig Nederlanders konden rondkomen van hun Etsy-verkopen. Tijdens de Coronacrisis profiteerde de website van de aankopen van gedwongen thuisblijvers. De omzet steeg in 2020 verder naar 1.7 miljard dollar, terwijl de winst bijna op 350 miljoen dollar lag.
Twaalfduizend verkopers op Etsy besloten in april 2022 hun winkel op de verkoopsite een week te sluiten uit protest tegen de stijgende tarieven.